# On Point
On Point est un magazine radiophonique américain d'information animé par Tom Ashbrook (en), ancien journaliste au Boston Globe, et produit par la station de radio publique WBUR à Boston. L'émission est diffusée nationalement aux États-Unis sur les stations du réseau NPR.